# Scaphopoda
Scaphopoda (do grego skaphe, bote + pous, podos, pé) é classe de moluscos marinhos, caracterizada pela presença de concha carbonatada em forma de cone e aberta dos dois lados. São exclusivamente marinhos sendo encontrados em areia e lodo. São vernaculamente chamados de dentes-de-elefante
É a menor classe de moluscos sendo encontrados cerca de 900 espécies descritas de escafópodes, sendo cerca de 30  no Brasil. A maioria das espécies é pequena, capaz de medir 4 milímetros e as maiores medem 15 cm de comprimento, o tamanho médio dessa classe é entre 2,5 e 5 centímetros de comprimento. São encontrados em águas rasas como o infralitoral e também em profundidades de 5.000 metros.

## Concha
A concha destes organismos é ligeiramente recurvada, lembrando as presas de um elefante, apresenta duas aberturas, uma basal mais estreita, e a outra distal (terminal) bem mais larga, por onde sai parte do corpo. A grande maioria tem coloração branca ou transparente, mas também se encontram exemplares em tons de verde, amarelo, rosa, vermelho e castanho. Elas podem ser lisas, reticuladas, com estrias, carenas longitudinais ou transversais.

## Locomoção
Os Scaphopoda são animais bentônicos (dependem de substrato), na extremidade mais larga da concha se encontram o pé e a cabeça rudimentar, que fica enterrada no sedimento, e a extremidade afinalada da concha se encontra para cima do substrato. O pé é musculoso e utilizado para escavar e fixar o molusco no substrato, onde fica enterrado verticalmente, ele tem formato cilíndrico. O manto é tubular e acaba envolvento todos os órgãos.

## Anatomia
A cabeça tem tentáculos retráteis denominados captáculos. Os captáculos são utilizados para capturar os organismos intersticiais e partículas orgânicas no sedimento, são pequenas projeções tentaculares do manto que funcionam como órgãos tácteis e adesivos com o auxílio de cílios encontrados no bulbo terminal, eles levam até a boca o alimento. A rádula leva o alimento para dentro da boca onde ele é triturado se transformando em partículas ainda menores.
Na extremidade que se encontra para fora do substrato tem a circulação de correntes de água pelo manto devido a movimentos do pé, onde são eliminados resíduos e ocorre a respiração. Essas trocas gasosas ocorrem na superfície do manto devido a ausência de brânquias.
As partes moles do animal estão confinadas à concha. Não possuem cabeça organizada, independente, nem sistema circulatório organizado, ausência de coração e vasos sanguíneos também, sendo o sistema circulatório diminuto, que contém hemolinfa. A cabeça é rudimentar se projetando para a abertura maior, a cavidade do manto se estende pela superfície ventral. Eles tem ausência de olhos, possuem rádula, probóscide e estilete cristalino. Também apresentam par de nefrídios que se abrem perto do ânus.

## Registros ecológicos
Os primeiros registos geológicos da ordem Scaphopoda surgiram no Ordovícico. Esta foi a última classe de moluscos a aparecer.

## Subclasses
Os escafópodes são constituídos por duas subclasses:
- Dentalioida (Ordoviciano - Holoceno) - têm concha com formato tipicamente cônico; com maior diâmetro localizado na abertura anterior; frequentemente ornamentada com costelas longitudinais.
- Siphonodentalioida (Permiano - Holoceno) - têm concha com maior diâmetro situado em posição ligeiramente posterior à abertura; geralmente sem costelas longitudinais.

## Reprodução
Eles possuem sexos separados quando adultos (dióicos), tem fertilização externa com a liberação dos óvulos e espermatozoides, as fêmeas liberam um ovo por vez com desenvolvimento próximo ao de outros moluscos. Os ovos dos Scaphopoda são planctônicos eclodindo larvas do tipo trocófora que se transforma em véliger, com seu desenvolvimento ele se volta para o fundo do substrato se transformando em exemplar adulto.